# ميزان روبرفال
ميزان روبرفال (بالفرنسية: Balance Roberval)‏ هو ميزان قُدِّم إلى الأكاديمية الفرنسية للعلوم من قبل عالم الرياضيات الفرنسي جيل بيرسون دي روبرفال سنة 1669 م.

## روابط خارجية
- The Roberval Balance